# Focke-Wulf Fw 56
Le Focke Wulf Fw 56 est un avion militaire de l'entre-deux-guerres.
Monoplan à aile haute, il fut rapidement affecté aux tâches d’entraînement.

## Développement
Il a été développé, suivant une demande formulée par le ministère de l'Aviation du Reich pour un chasseur formateur avancé, par Kurt Tank, ingénieur en chef de Focke-Wulf. Il a également été pris en considération une éventuelle utilisation comme chasseur de défense.
Le Fw 56 est un avion à aile haute avec un fuselage en tubes d'acier, revêtu de toile et de métal à l'avant. L'aile était en bois, revêtue principalement en contre-plaqué, tandis que le bord de fuite était recouvert de toile. Le train d'atterrissage était fixe et possédait une béquille de queue.
Le premier prototype fit son premier vol en novembre 1933. Un deuxième prototype fut construit, avec quelques modifications apportées au fuselage et avec des ailes en métal plutôt qu'en bois, pour des essais en vol. Le troisième prototype, a volé en février 1934, retour à l'aile en bois, et a satisfait les concepteurs techniques.
Après des vols de comparaison, en 1935, par rapport à ses deux concurrents - l'Arado Ar 76 et le Heinkel He 74 - le ministère de l'Air a ordonné le début de la production. Environ 1 000 avions ont été construits, principalement utilisé par l'Allemagne, bien qu'un certain nombre ont été utilisés par l'Autriche et la Hongrie. Quelques-uns ont été vendus pour un usage privé, par exemple pour Gerd Achgelis, qui fonda plus tard la compagnie d'hélicoptère Focke-Achgelis avec Henrich Focke.
Ernst Udet, un partisan de l'utilisation des bombardiers en piqué, a testé le deuxième prototype (Fw 56 V2) dans ce rôle, et sur sa recommandation, le développement des bombardiers en piqué a pris plus d'importance.

## Variantes
- Fw 56a: Premier prototype.
- Fw 56 V2: Deuxième prototype.
- Fw 56 V3: Troisième prototype.
- Fw 56A-0: Trois avions de pré-production.
- Fw 56A-1: monoplace de formation avancée. Version de production principale.

## Opérateurs
Autriche
- Force aérienne autrichienne

 Bolivie
- Force aérienne bolivienne

 Bulgarie
- Force aérienne bulgare

 Allemagne
- Luftwaffe

 Royaume de Hongrie
- Force aérienne de Hongrie

 Roumanie
- Force aérienne royale roumaine

 République espagnole
- Fuerzas Aéreas de la República Española[2]

 Espagne
- Armée de l'air

 Pays-Bas
- Armée de l'air royale des Pays-Bas

### Aéronefs comparables
- Heinkel He 74